# Guéhébert
Guéhébert är en kommun i departementet Manche i regionen Normandie i norra Frankrike. Kommunen ligger i kantonen Cerisy-la-Salle som tillhör arrondissementet Coutances. År 2018 hade Guéhébert 130 invånare.

## Befolkningsutveckling
Antalet invånare i kommunen Guéhébert
| Referens: INSEE |